# Bạc chlorit
Bạc chlorit là hợp chất vô cơ (công thức hóa học: AgClO2) là muối bạc của acid chlorơ

## Điều chế
Bạc chlorit có thể được điều chế bằng cách phản ứng phân hủy kép sử dụng bari chlorit.
Cho dung dịch bạc nitrat hòa tan với natri chlorit trong nước nóng (90-95°C) theo tỉ lệ mol bằng nhau, sau đó trộn đều. Làm nguội hỗn hợp và lọc kết tủa, rồi ngay lập tức hòa tan lại trong nước nóng. Khi dung dịch này làm nguội từ từ, các tinh thể bạc chlorit màu vàng được hình thành:
AgNO3 + NaClO2 → AgClO2 + NaNO3
Sau khi bạc chlorit được rửa và sấy khô, thì có thể bảo quản được trong thời gian dài.